# NGC 6033
NGC 6033 is een balkspiraalstelsel in het sterrenbeeld Slang. Het hemelobject werd op 23 juli 1864 ontdekt door de Duitse astronoom Albert Marth.

## Synoniemen
- UGC 10159
- MCG 0-41-3
- ZWG 23.11
- NPM1G -01.0479
- PGC 56941